# Lenny Moore
Leonard Edward „Lenny“ Moore (* 25. November 1933 in Reading, Pennsylvania), Spitzname: „Spats“ ist ein ehemaliger US-amerikanischer American-Football-Spieler. Er spielte als Halfback und Wide Receiver bei den Baltimore Colts in der National Football League (NFL).

## Herkunft
Lenny Moore wurde als Sohn eines Stahlarbeiters während der Großen Depression geboren. Seine Mutter Virginia arbeitete als Dienstbote. Um die Familie ernähren zu können, war sein Vater George gezwungen, Nebentätigkeiten auszuüben. Lenny hatte insgesamt zehn Geschwister, er war das einzige Kind in der Familie, dem es gelungen war ein College zu besuchen. Moore besuchte in seiner Geburtsstadt die High School. An der Schule spielte er American Football und wurde aufgrund seiner sportlichen Leistungen zum All American gewählt. Nach seinem Schulabschluss erhielt Moore einen Studienplatz an der Pennsylvania State University.

## Spielerlaufbahn

### Collegekarriere
Leonard Moore studierte an Pennsylvania State University und spielte dort von 1953 bis 1955 für die Penn State Nittany Lions College Football. Der äußerste bewegliche Moore kam als Halfback in der Offense zum Einsatz, spielte aber auch in der Defense seines Teams. Seine spielerischen Fähigkeiten brachten ihm auf dem College die Spitznamen: „Reading Rocket“ und „Reading Rambler“ ein. Mehrfach traf er während seiner Collegekarriere auf Jim Brown, der an der Syracuse University spielte. Beide Spieler neutralisierten sich immer wieder auf dem Spielfeld. 1954 gelang es Moore als Runningback 1082 Yards Raumgewinn zu erlaufen, 1955 kamen 697 Yards hinzu. Mit 2380 Yards Gesamtlaufleistung während einer Collegekarriere steht Moore noch heute auf Platz acht der ewigen Bestenliste seines Colleges. Insgesamt fing er als Abwehrspieler zehn Interceptions, sechs davon in seinem letzten Spieljahr. Auch als Collegespieler wurde Moore aufgrund seiner sportlichen Fähigkeiten zum All American gewählt und spielte 1955 im East-West Shrine Game – einem Auswahlspieler der besten College-Football-Spieler.

### Profikarriere
Im Jahr 1956 wurde Lenny Moore von den Baltimore Colts in der ersten Runde an neunter Stelle der NFL Draft ausgewählt. Head Coach der Mannschaft war Weeb Ewbank, der durch die Verpflichtung junger, erfolgshungriger Spieler, wie dem Offensive-Line-Spieler Jim Parker aus den Colts eine Spitzenmannschaft formen konnte.

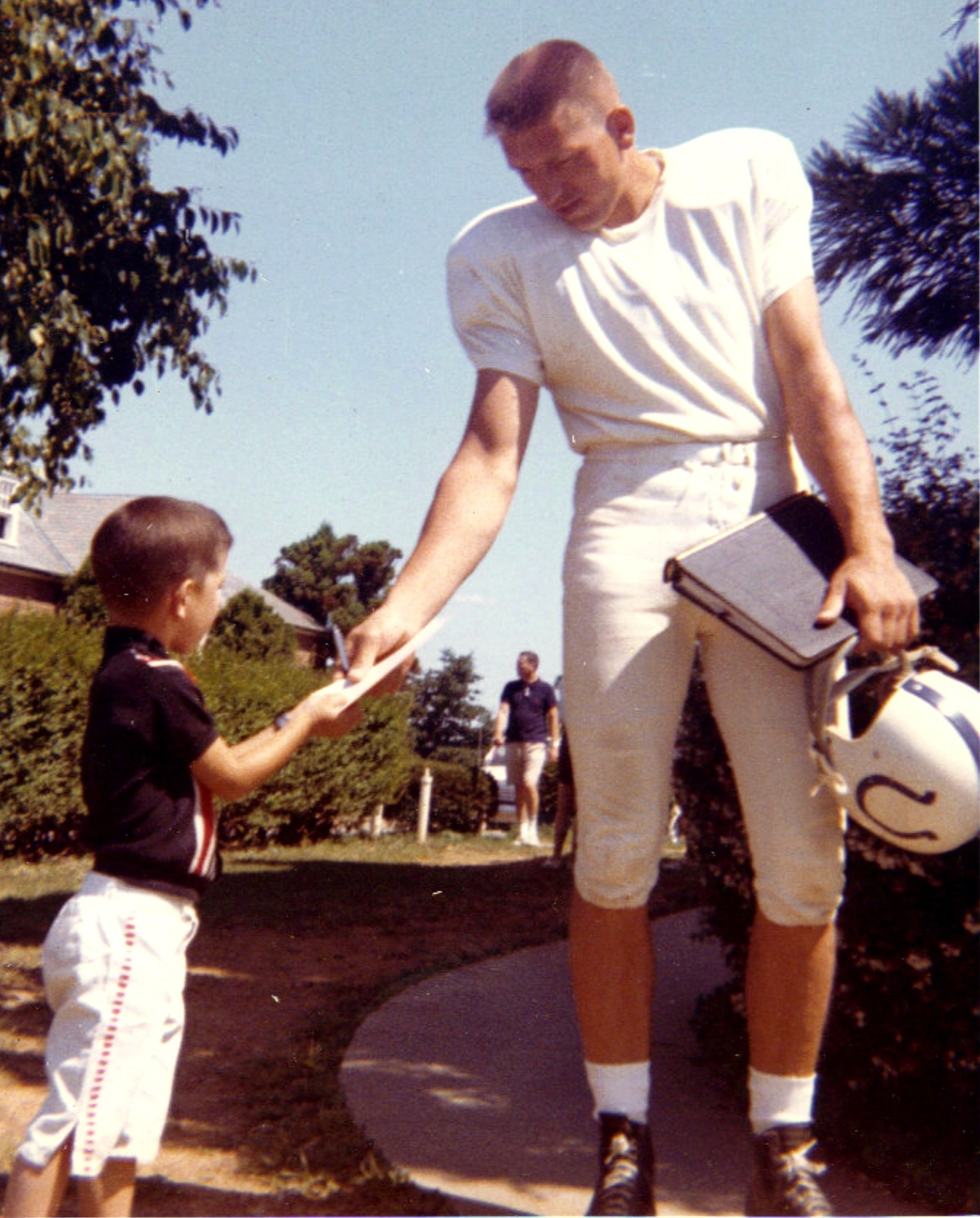
Johnny Unitas

Im selben Jahr wie Moore verpflichtete die Mannschaft aus Baltimore Johnny Unitas, der als Quarterback fortan die Geschicke der Offense leiten sollte und dem es in den nächsten Jahren immer wieder gelingen sollte, Lenny Moore spielentscheidend in Szene zu setzen. Weitere erfahrene Spitzenspieler wie Gino Marchetti oder Art Donovan standen bereits bei den Colts unter Vertrag und 1958 konnte die Mannschaft in das NFL-Meisterschaftsspiel einziehen. Die Colts traten in diesem Spiel gegen die New York Giants an. Moore fing in diesem Spiel Pässe für 101 Yards Raumgewinn und konnte 23 Yards durch Laufspiel erzielen. Das Spiel zwischen den beiden Mannschaften war lange Zeit ausgeglichen. Erst wenige Sekunden vor Spielschluss gelang der Mannschaft aus Maryland der Ausgleich. Alan Ameche erzielte den entscheidenden Touchdown in der Overtime und die Colts gewannen mit 23:17. Das Spiel wird von vielen Footballfans noch heute als das beste Footballspiel aller Zeiten bezeichnet.
Ein Jahr später gewann Moore seinen zweiten NFL-Titel. Erneut waren die Giants im NFL-Endspiel der Gegner. Sie mussten sich dieses Mal mit 31:16, geschlagen geben. Auch in diesem Spiel konnte Unitas seine Mitspieler entscheidend in Szene setzen. Moore erzielte auf Pass von Unitas den ersten Touchdown im Spiel. Insgesamt erzielte er mit drei gefangenen Bällen einen Raumgewinn von 126 Yards.

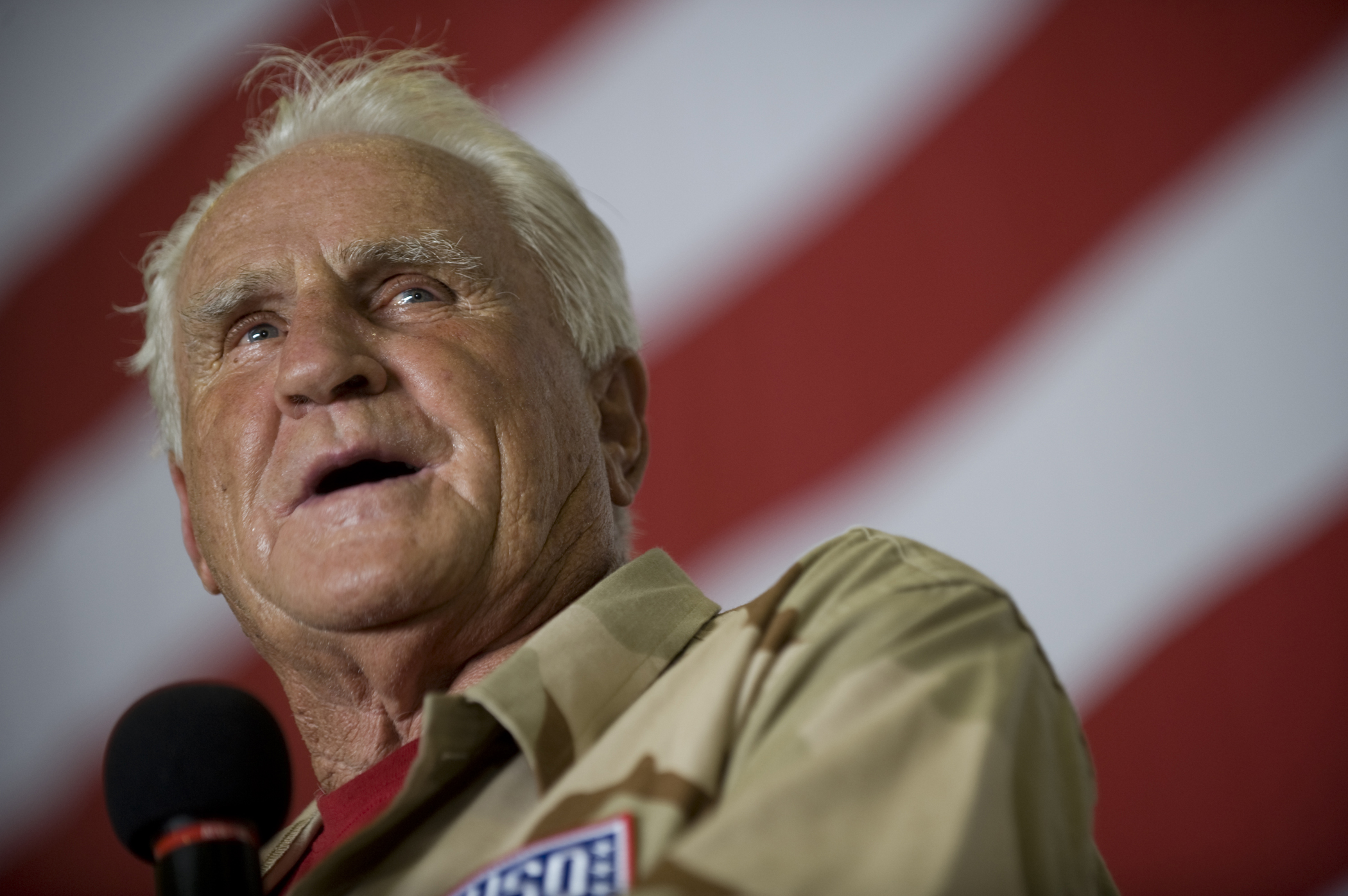
Don Shula

1963 übernahm Don Shula das Traineramt bei den Colts. Er führte das Team im folgenden Jahr in das dritte NFL-Endspiel seiner Teamgeschichte. Diesmal zeigten sich allerdings die Cleveland Browns als überlegen und gewannen mit 27:0. Auch 1965 konnten die Colts das Endspiel nicht gewinnen und verloren gegen die von Vince Lombardi trainierten Green Bay Packers mit 13:10. In beiden Spielen konnte Lenny Moore nicht entscheidend ins Spielgeschehen eingreifen.
Leonard Moore beendete nach der Saison 1967 seine Spielerlaufbahn. Moore stellte während seiner Laufbahn mehrere NFL-Jahresbestleistungen auf. 1964 trug er 16-mal den Ball zu einem Touchdown in die gegnerische Endzone. 1956, in seinem Rookiejahr hatte er einen Laufdurchschnitt von 7,5 Yards. Beginnend in der Saison 1963 und endend in der Saison 1965 konnte er in 18 aufeinanderfolgenden Spielen jeweils einen Touchdown erzielen. Dieser Rekord wurde erst 2005 von LaDainian Tomlinson gebrochen.
Moore litt während der gesamten Laufbahn als dunkelhäutiger Spieler an dem in den USA herrschenden Rassismus, der auch vor seiner Mannschaft nicht Halt machte. In einem Interview führte er aus, dass er zwar ein Star, aber auch ein „Nigger“ gewesen sei. Damit hätten seine Mannschaftskameraden nicht umgehen können. Sie seien zwischen Hass, aufgrund seiner Hautfarbe, und der Notwendigkeit, ihn zur Befriedigung ihrer eigenen Egos zu benötigen, gefangen gewesen. Erst viele Jahre später, haben sich ehemalige Teamkollegen, wie Alan Ameche, für den Rassismus, der innerhalb der Mannschaft bestand, bei Moore entschuldigt.

## Nach der NFL
Unmittelbar nach dem Ende seiner Laufbahn arbeitete Moore als Radio- und Sportmoderator. Er war der erste dunkelhäutige Sportmoderator bei CBS. Ferner war er Repräsentant einer Bierbrauerei. 1975 kehrte er zu den Colts zurück und war in der Geschäftsleitung tätig. Seit 1984 arbeitet er in Maryland im öffentlichen Dienst und beschäftigt sich mit Drogenprävention bei Kindern und Jugendlichen. Moore ist zum dritten Mal verheiratet. Seine erste Frau starb 2001 unmittelbar nach dem Tod des gemeinsamen Sohnes. Seine zweite Frau starb gleichfalls. Er lebt mit seiner dritten Frau zusammen und hat im Andenken an seinen verstorbenen Sohn Leslie, die „Leslie Moore Scholarship Foundation“ gegründet, die Collegestipendien an bedürftige Schüler aus Baltimore und Umgebung vergibt.

## Ehrungen
Lenny Moore spielte siebenmal im Pro Bowl, dem Abschlussspiel der besten Spieler einer Saison. Er wurde siebenmal zum All-Pro gewählt. Die Baltimore Ravens, ein Verein, für den er nie gespielt hat, verehren ihn auf dem Ring of Honor. Im Jahr 1956 war er NFL Rookie of the Year. Seine Rückennummer wird bei den Colts nicht mehr vergeben. Er ist Mitglied im NFL 1950s All-Decade Team, in der East-West Shrine Game Hall of Fame und in der Pro Football Hall of Fame. Die Zeitschrift „The Sporting News“ wählte ihn zu einem der 100 besten Footballspieler aller Zeiten.